# Yobe
Yobe est un État du nord du Nigeria. Il a été créé le 27 août 1991 et est issu d'une scission de l'État de Borno.

## Géographie
L'État de Yobe jouxte les États de Bauchi, Borno, Gombe, Jigawa. Il a une frontière commune avec le Niger, au nord.
| Zinder |              | Diffa |
| Jigawa | État de Yobe | Borno |
| Bauchi | Gombe        |       |

Il est divisé en 17 zones de gouvernement local :
- Gujba
- Fika
- Nangere
- Fune
- Geidam
- Yunusari
- Yusufari
- Jakusko
- Barde
- Bursari
- Nguru
- Machina
- Damaturu
- Potiskum
- Tarmua
- Karasuwa
- Gulani

## Démographie
Les Kanuris sont la principale ethnie de l'État de Yobe. Les autres ethnies présentes sont les Fulani, Kare-Kare, Bolewa, Ngizim, Bade, Haoussas, Ngamo et Shuwa.